# Präsidentschaftswahl in den Vereinigten Staaten 1836
Die Präsidentschaftswahl in den Vereinigten Staaten 1836 fand zwischen dem 3. November und 7. Dezember 1836 statt. Sie markierte das Ende der achtjährigen Präsidentschaft Andrew Jacksons, welcher das erste von der Demokratischen Partei gestellte Staatsoberhaupt war. Zu seinem Nachfolger wurde der bisherige Vizepräsident Martin Van Buren gewählt, der mehrere Kandidaten der Whigs mit komfortablen Vorsprung besiegte.

## Kandidaten

### Demokratische Partei

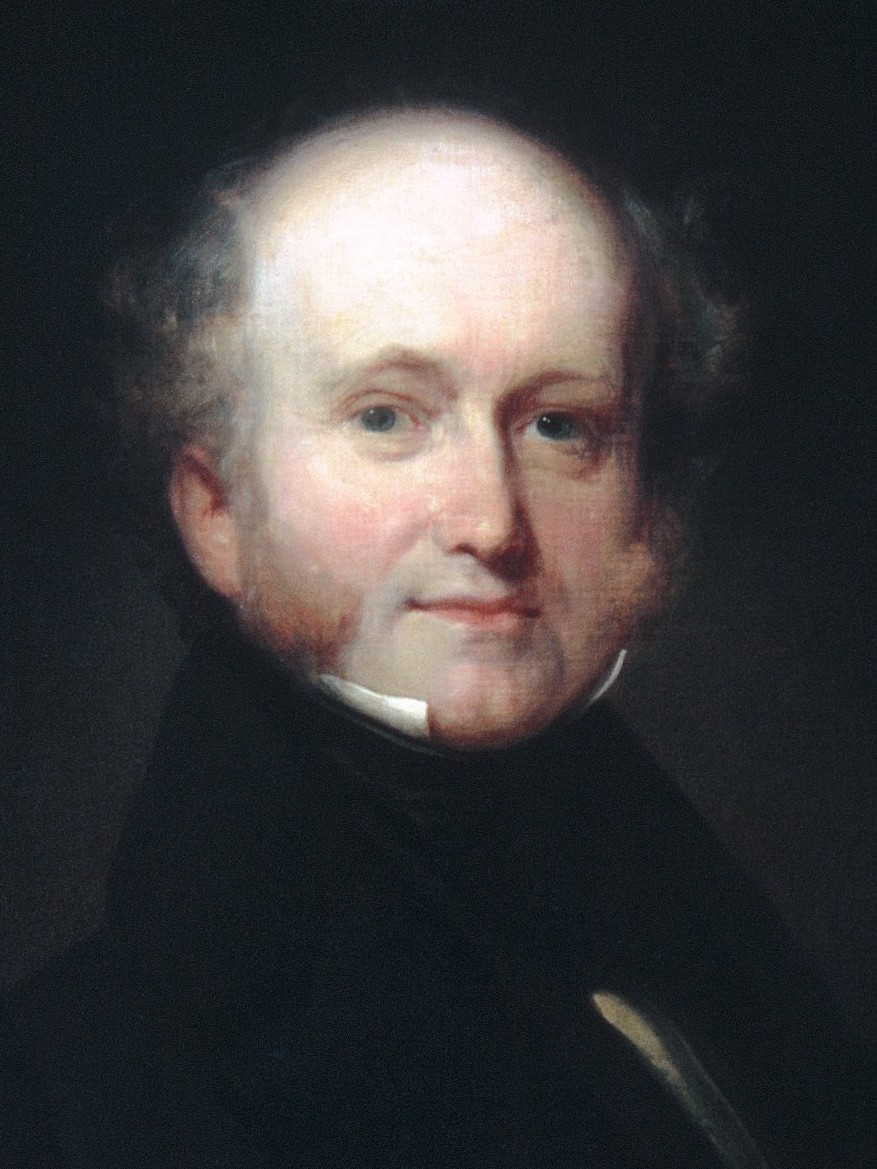
Vizepräsident Martin Van Buren (New York)

Nach zwei absolvierten Amtsperioden stellte sich Präsident Andrew Jackson nicht erneut zur Wahl. Einziger Bewerber der Partei war der amtierende Vizepräsident Martin Van Buren. Auf dem Nominierungsparteitag der Demokraten, der bereits Ende 1835 stattfand, wurde der von Jackson favorisierte Van Buren ohne Opposition zum Kandidaten gewählt. Sein Running Mate wurde Richard Mentor Johnson.

### Whig Party

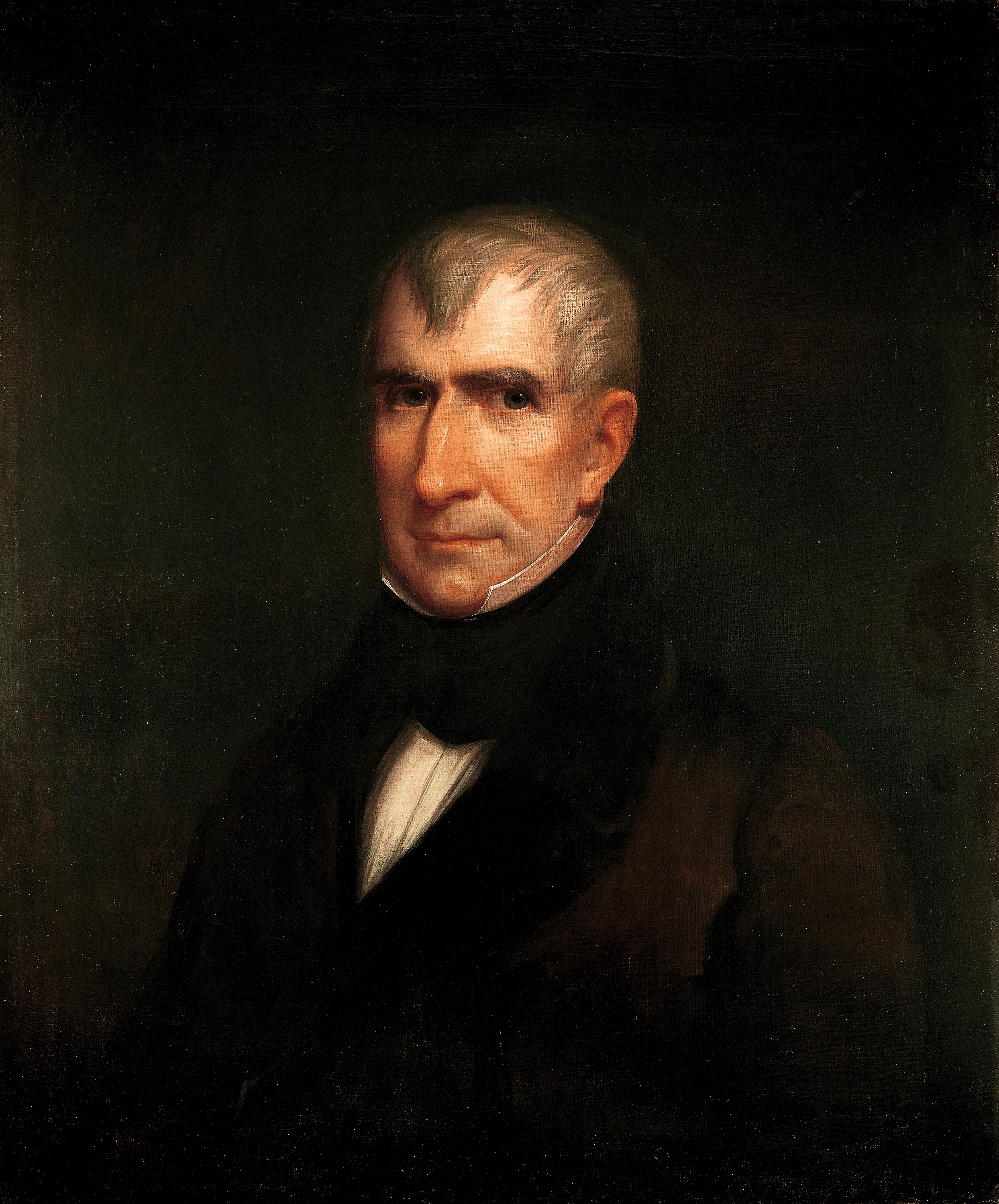
Ehemaliger Senator William Henry Harrison (Ohio)
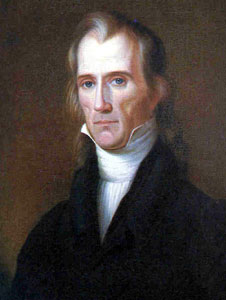
Senator Hugh Lawson White (Tennessee)
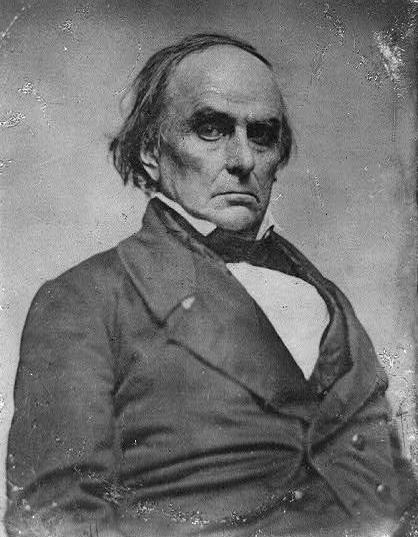
Senator Daniel Webster (Massachusetts)
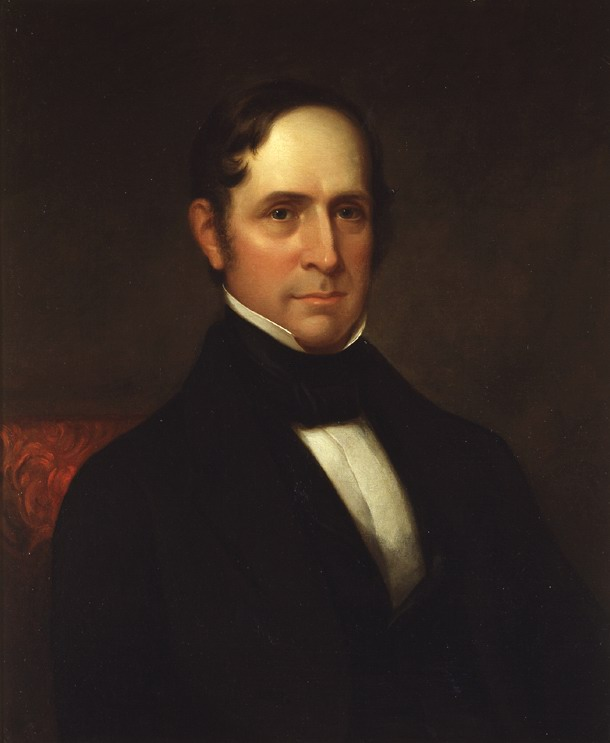
Senator Willie Person Mangum (North Carolina)

Die Whig Party, die 1833/34 als Nachfolgepartei der National Republican Party hervorging und die Politik Jacksons strikt ablehnte, stellte gleich vier Kandidaten aus verschiedenen Landesteilen zur Wahl. Es war nicht das einzige Mal, dass eine große politische Partei mit mehreren Kandidaten antrat (das war bereits mehrfach vorgekommen – in der Zeit seit Inkrafttreten des 12. Verfassungszusatzes anlässlich der Wahlen von 1808, 1812 und 1824 – und sollte 1860 erneut geschehen), wohl aber das einzige Mal, dass dies aus taktischen Gründen erfolgte. Die Whigs hofften, dass jeder einzelne Kandidat populär genug wäre, den Demokraten Martin Van Buren in ihren jeweiligen Bundesstaaten zu besiegen. Hätte Van Buren nicht die Mehrheit der Wahlmännerstimmen errungen, hätte im nächsten Schritt das Repräsentantenhaus den Präsidenten bestimmen müssen.

## Ergebnis
Die Strategie der Whigs schlug am Ende fehl, Martin Van Buren konnte sich knapp 51 Prozent der Stimmen sichern und errang 170 Wahlmänner und war damit zum Präsidenten gewählt. William Henry Harrison, der die zweitmeisten Stimmen auf sich vereinen konnte, errang rund 36 Prozent und 73 Elektoren. Martin Van Buren wurde am 4. März 1837 zum neuen Präsidenten vereidigt.
Es war die letzte Wahl bis 1988, in der ein amtierender Vizepräsident ins höchste Staatsamt der USA gewählt wurde. Diese Wahl ist die erste und bis dato einzige, in der die Wahl des Vizepräsidenten erst im Senat entschieden wurde, da Richard M. Johnson einen Wahlmann weniger, nämlich 147 Elektoren, als erforderlich (148) erzielte, nachdem die 23 Wahlmänner von Virginia zwar für Van Buren aber geschlossen gegen Johnson gestimmt hatten. Die ihm zustehenden Stimmen hatte William Smith erhalten. Die Vizepräsidentschaftswahl entschied dennoch Richard M. Johnson mit 33 zu 16 Senatsstimmen gegen den Whig Francis Granger zu seinen Gunsten.
| Martin Van Buren       |         | Demokrat | 764.176   | 50,8 %   | 170 |
| William Henry Harrison |         | Whig     | 550.816   | 36,6 %   | 73  |
| Hugh Lawson White      | 146.107 | Whig     | 9,7 %     | 26       |     |
| Daniel Webster         | 41.201  | Whig     | 2,7 %     | 14       |     |
| Willie Person Mangum   | —       | Whig     | —         | 11       |     |
| Gesamt                 | Gesamt  | Gesamt   | 1.286.700 | 99,4 % * | 294 |

| Kandidat           | Partei | Partei   | Wahlmänner |
| ------------------ | ------ | -------- | ---------- |
| Richard M. Johnson |        | Demokrat | 147        |
| Francis Granger    |        | Whig     | 77         |
| John Tyler         | 47     | Whig     |            |
| William Smith      |        | Demokrat | 23         |
| Gesamt             | Gesamt | Gesamt   | 294        |

| 8. Februar 1837, 1. Wahlgang | 8. Februar 1837, 1. Wahlgang | 8. Februar 1837, 1. Wahlgang | 8. Februar 1837, 1. Wahlgang |
| Kandidat                     | Kandidat                     | Senatoren                    | %                            |
| ---------------------------- | ---------------------------- | ---------------------------- | ---------------------------- |
|                              | Richard M. Johnson           | 33                           | 63,5                         |
|                              | Francis Granger              | 16                           | 30,8                         |
|                              | nicht abgegeben              | 3                            | 5,7                          |
| Gesamt:                      | Gesamt:                      | 52                           | 100                          |
| Absolute Mehrheit:           | Absolute Mehrheit:           | 27                           | >50                          |

* an 100 % fehlende Prozent: ungültige Stimmen / Stimmen für andere Kandidaten